# Kankareenjärvi
Kankareenjärvi är en sjö i kommunen Salo i landskapet Egentliga Finland i Finland. Arean är 11 hektar och strandlinjen är 1,53 kilometer lång. Sjön  ingår i Skärgårdshavets kustområde, Åland.   Den ligger omkring 37 kilometer öster om Åbo och omkring 110 kilometer väster om Helsingfors. 